# Véhicule utilitaire

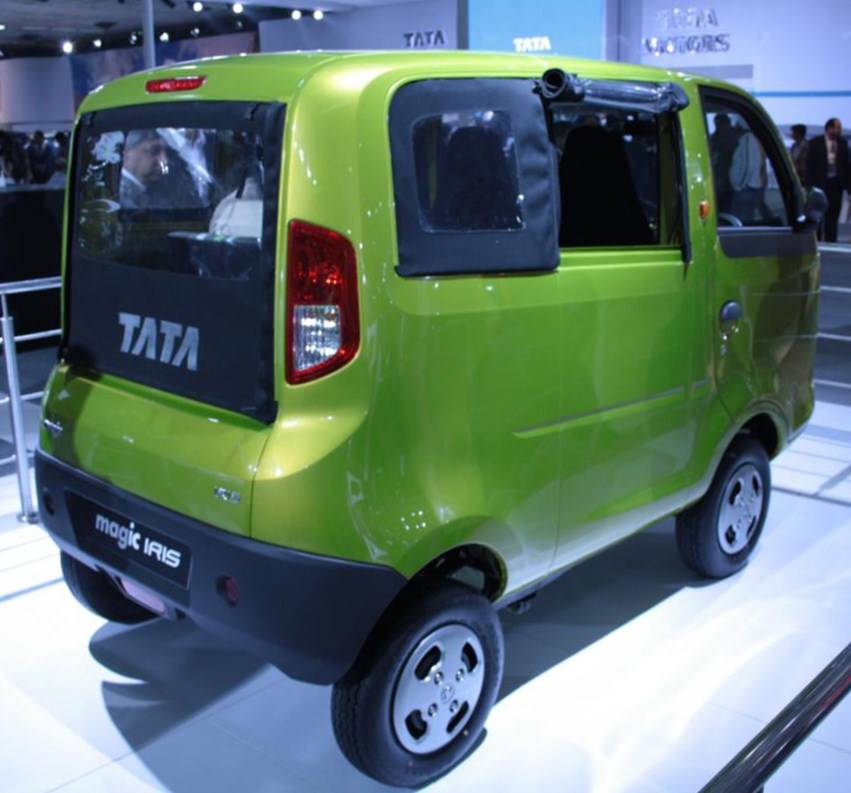
Arrière du petit véhicule utilitaire Tata Magic Iris commercialisé en Inde

Un véhicule utilitaire est un véhicule capable d'assurer des fonctions très différentes, généralement à des fins professionnelles. 

## Définition
Un véhicule utilitaire peut être utilisé pour le transport de matériel, le transport de personnes, les évacuations sanitaires, les missions de combat (technicals), etc. Il peut s'agir d'une automobile, d'un fourgon, d'un pick-up, d'un camion, d'une camionnette, d'une moto cargo, d'un véhicule frigorifique,  d'un camion-benne, ou d'un fourgon caisse meuble avec châssis cabine ou plancher cabine.
Il est généralement équipé d'une grande capacité de stockage, contrairement aux voitures de tourisme de type berlines ou aux coupés.
En France, un véhicule utilitaire est un véhicule destinés au transport de marchandises dont le poids total autorisé en charge (PTAC) est compris entre 1,5 tonne et 3,5 tonnes.

## Test des véhicules utilitaires
L'Association transports et environnement, en collaboration avec Topten, a émis un rapport en 2010 sur l'évaluation des véhicules utilitaires de moins de 3,5 tonnes, concernant leur impact sur l'environnement.

## Accidentalité
Le bilan 2018 de l'Observatoire national interministériel de la sécurité routière (ONISR) consacre deux pages aux accidents de véhicules utilitaires en France. Au nombre de 5552 pour 2018, ces accidents ont tué 354 usagers : 92 tués dans le VU et 262 tués en dehors, et ont blessé 9635 usagers, dont 2296 blessés dans le VU, et 7339 blessés en dehors.
En France, en 2018, les usagers de VU se tuent plus souvent le jour que la nuit sur route hors agglomérations, mais plus souvent la nuit que le jour sur autoroute.